# Eremo di Sant'Onofrio al Morrone
L'eremo di Sant'Onofrio al Morrone è un edificio religioso, monumento nazionale dal 1902, posto sulle pendici dell'omonimo monte, nei pressi di Sulmona, risalente al XIII secolo, che custodisce la memoria di Pietro Angelerio (o Pietro da Morrone), il frate eremita che qui visse e che divenne papa nel 1294 con il nome di Celestino V e poi santo. È raggiungibile attraverso uno scosceso sentiero sebbene di facile percorribilità che conduce dalla frazione Badia di Sulmona, al margine orientale della Valle Peligna sino alla quota di 620 metri dove è posto l'eremo.

## Storia

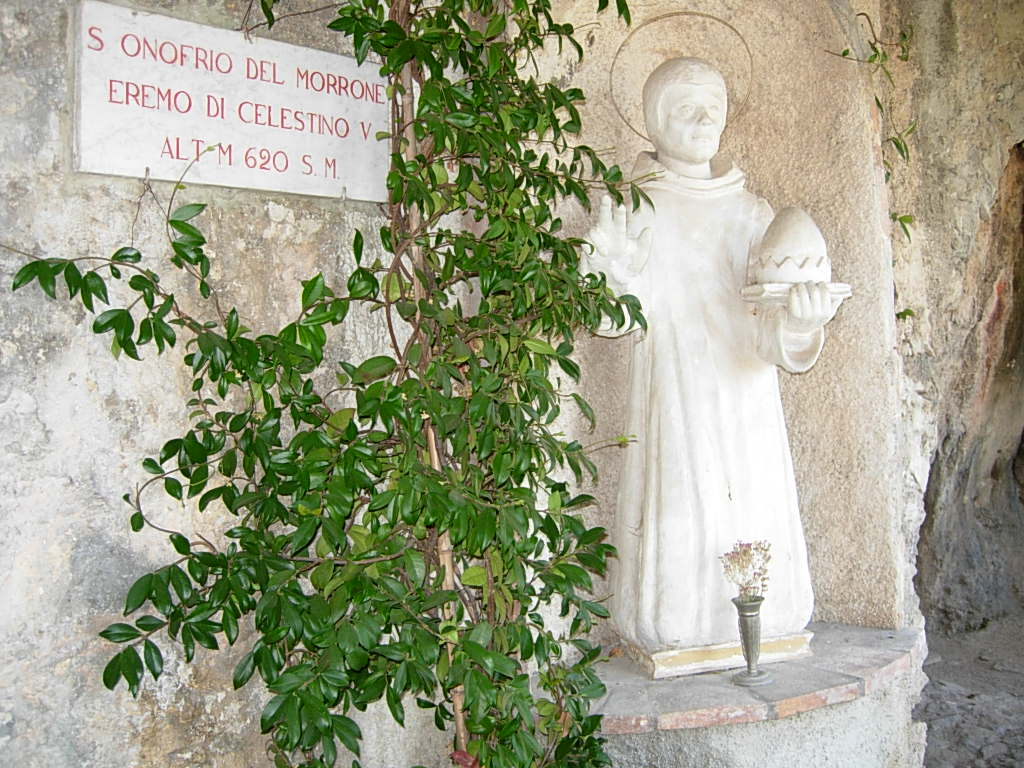
Statua di san Pietro Celestino all'ingresso dell'eremo

Giunto in Abruzzo tra il 1239 ed il 1241, Pietro si stabilì sulle pendici del Monte Morrone, in una grotta, facendovi successivamente edificare una chiesetta dal nome  "Santa Maria in Ruta" o "in Gruttis".
Ben presto Pietro, che fu autore di un'ampia attività di proselitismo, prima nella zona e successivamente anche all'estero, si rese conto che il luogo era divenuto inadeguato alla meditazione ascetica e si trasferì sulla Maiella dove fondò l'eremo di Santo Spirito.
Frequenti tuttavia erano i suoi ritorni sul Morrone dove dispose la costruzione di un vero e proprio eremo, su un luogo scosceso e di difficile accesso che guardava verso la conca di Sulmona; il luogo si prestava alla vita solitaria e ascetica, ma anche all'accoglienza dei pellegrini che numerosi ascendevano la montagna richiamati dalle virtù del futuro santo.
Nel 1294, il re di Napoli, Carlo II d'Angiò, subito dopo il conclave che sancì, dopo ben ventisette mesi di sede vacante, l'elezione di Pietro Angelerio a papa, giunse sul Morrone per annunziare l'elezione all'eremita e per condurlo a L'Aquila per la solenne incoronazione nella basilica di Santa Maria di Collemaggio. Celestino V, che restò sul soglio pontificio per soli quattro mesi, tornò all'eremo morronese nel 1295, in fuga dopo aver rinunziato al papato, perché ricercato dal nuovo pontefice Bonifacio VIII.
L'eremo durante l'ultimo conflitto mondiale subì notevoli danni che ne alterarono l'originaria struttura, sebbene la ricostruzione successiva abbia mantenuto la planimetria dell'edificio con variazioni dell'aspetto esterno. Una lapide sulla facciata ricorda il maestro Giuseppe Giampietro (1894-1974), che fu zelante artefice della ricostruzione.

## Descrizione

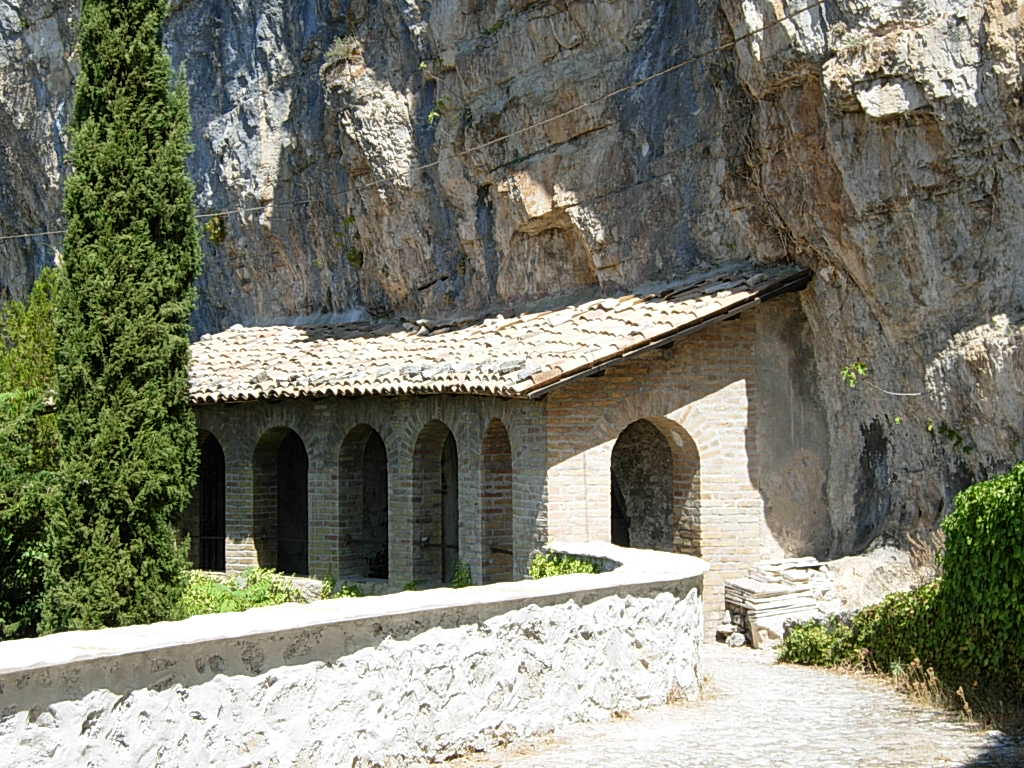
Portico di accesso antistante l'eremo

### La Chiesa
Antistante alla chiesa (dimensioni 7,30 x 4,80 m) è un porticato che conduce al piccolo piazzale prospiciente al sagrato. All'interno della chiesa vi sono, sulla parete sinistra, alcuni resti di affreschi del XV secolo che raffigurano il Cristo Re e San Giovanni battista, e alcune pitture posteriori che rappresentano una Madonna con Bambino e Santa Lucia e santa Apollonia.
Non è più presente il trittico su tavola del Quattrocento che raffigurava Sant'Onofrio, San Pietro Celestino e il Beato Roberto de Salle (discepolo dell'Angelerio), rimosso nel 1884. Molto bello e di pregevole fattura quattrocentesca è il soffitto in legno. La chiesetta è ricoperta da una volta a botte e presenta al suo interno due altari moderni con Sant'Onofrio e Sant'Antonio abate e sul fondo dell'ambiente si apre un arco che immette nella cappellina dell'oratorio.

### L'oratorio

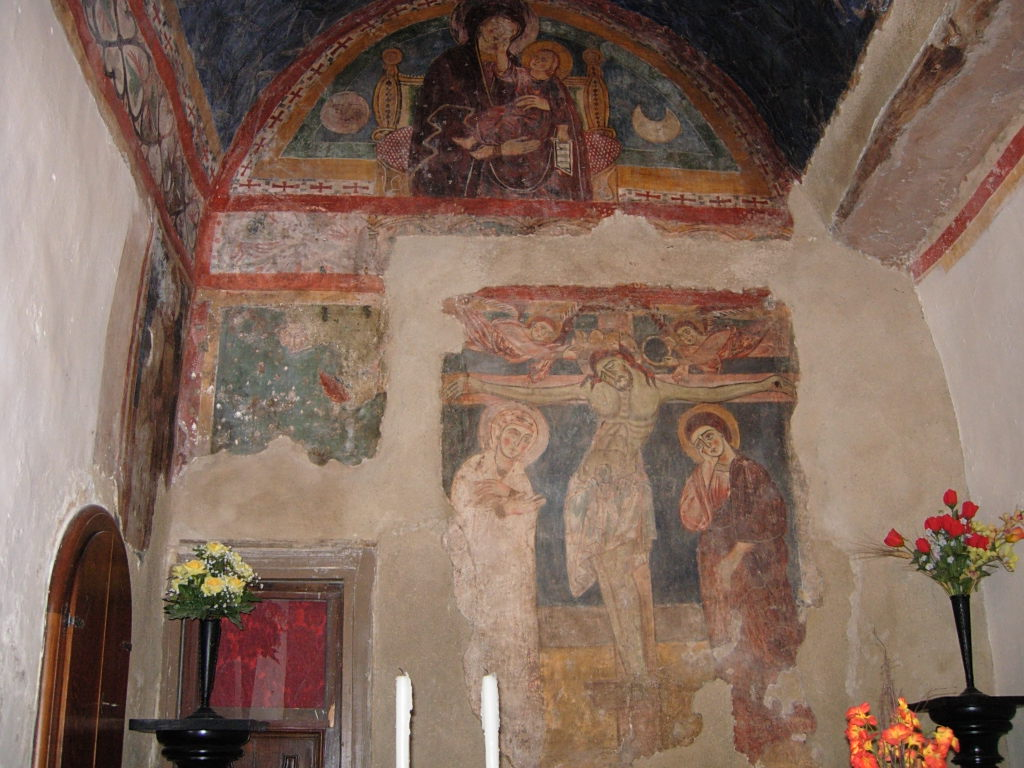
Affreschi dell'oratorio

Vi si trovano alcuni affreschi attribuiti ad un "Magister Gentilis" probabilmente contemporaneo di Pietro da Morrone che raffigurano il Crocifisso con ai lati Maria e san Giovanni; sui due bracci della croce vi sono due angeli, uno che regge una corona di spine, l'altro recante una corona radiata.
La lunetta che sovrasta l'opera è dipinta con una raffigurazione della Vergine con Bambino su di un fondo azzurro, mentre nell'altra lunetta di fronte sono rappresentati i busti di San Benedetto (vestito di rosso con un libro chiuso in mano),  San Mauro e Sant'Antonio (con tunica gialla e mantello rosso). La volta a botte è di colore azzurro a fondo stellato.
Sulle pareti laterali, pregevoli avanzi di dipinti del XIV secolo uno dei quali merita un cenno in quanto raffigura Pietro Celestino nelle vesti di pontefice; il santo indossa una tiara intessuta di fili gialli con veste con cappuccio riversato sul mantello bianco. Al centro è collocato un piccolo altare di pietra bianca che sorregge un crocifisso che, secondo la tradizione, sarebbe stato consacrato dallo stesso Celestino che sostava a Sulmona, in viaggio verso Napoli dopo l'incoronazione.

### Altri ambienti
Il corridoio che si apre sul lato destro dell'oratorio raccoglie le aperture delle cellette di Pietro Celestino e del beato Roberto da Salle, in quello che costituiva l'originario nucleo dell'eremo, assieme all'oratorio stesso; in fondo, una nicchia contiene l'affresco di una Crocifissione ed un'altra raffigurazione di Pietro Celestino con le vesti papali.
Una rampa di scale conduce agli alloggi del piano superiore, oggi adibiti a sede di ritiri spirituali e alla terrazza da dove i fedeli usano lanciare sassi nel precipizio sottostante, a simboleggiare la volontà di allontanare le tentazioni.

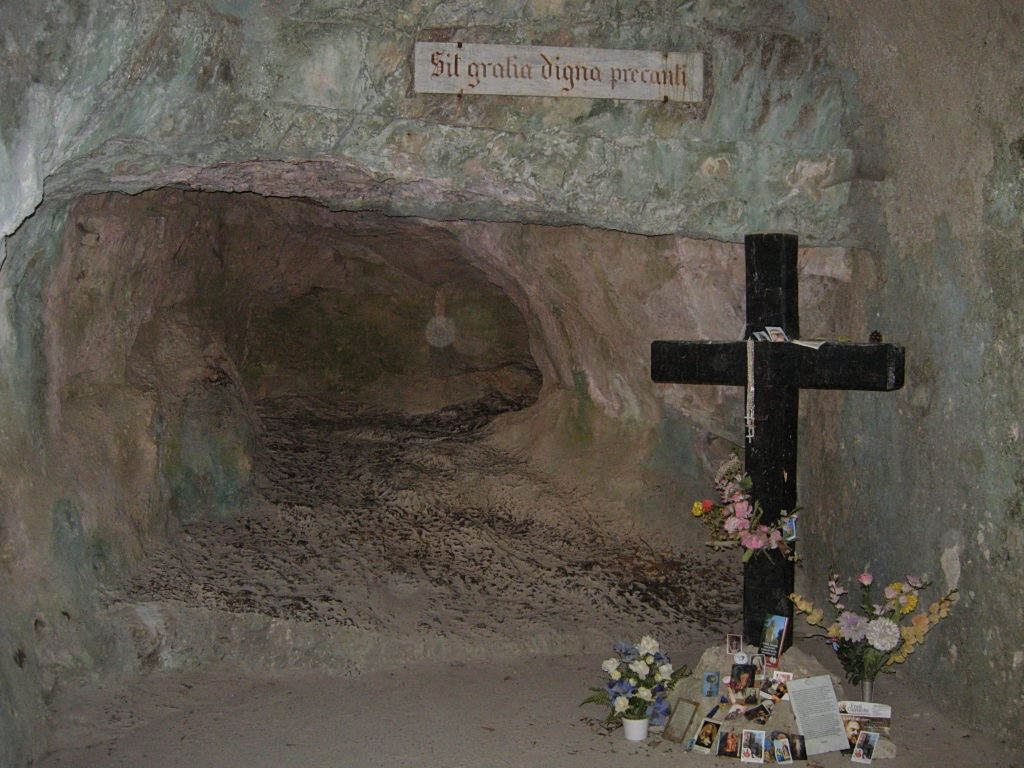
La grotta celestiniana

### La grotta
La grotta era il luogo dove, secondo la tradizione, Pietro Celestino si ritirava in preghiera; è localizzata nella pietra sottostante la chiesa ed è raggiungibile attraverso una scalinata esterna che si diparte anteriormente al porticato d'accesso.
I fedeli usano strofinarsi contro la nuda roccia resa umida dall'acqua che vi sgorga (quella dove avrebbe dormito il santo e che ne conserverebbe l'impronta del corpo), per ottenere guarigione alle malattie reumatiche. Qui giungono, tra l'altro, i pellegrinaggi del 19 maggio, festività di san Pietro Celestino e del 12 giugno, ricorrenza di sant'Onofrio.

## Il Fuoco del Morrone
Il Fuoco del Morrone è un evento legato alla Perdonanza Celestiniana e ne anticipa le celebrazioni. Si ispira al viaggio che condusse Pietro da Morrone fino a l'Aquila per ricevere l'incoronazione a Pontefice. Ha luogo ogni anno ed inizia generalmente il 16 agosto, con una fiaccolata inaugurale, alla quale partecipano centinaia di persone, che parte al tramonto dall'eremo di S. Onofrio dopo l'accensione rituale del Fuoco e delle fiaccole che attraverso al loro fiamma condurranno simbolicamente lo spirito di Pietro Celestino fino a l'Aquila, dopo aver fatto tappa in tutti i luoghi attraversati dal futuro santo a dorso d'asino. Il Fuoco de Morrone si svolge ininterrottamente dal 1981 ed è promosso ed organizzato fin dagli esordi dal Movimento Celestiniano dell'Aquila e dall'Associazione Celestiniana Sulmona. L'evento fa parte del riconoscimento UNESCO conferito alla Perdonanza. 

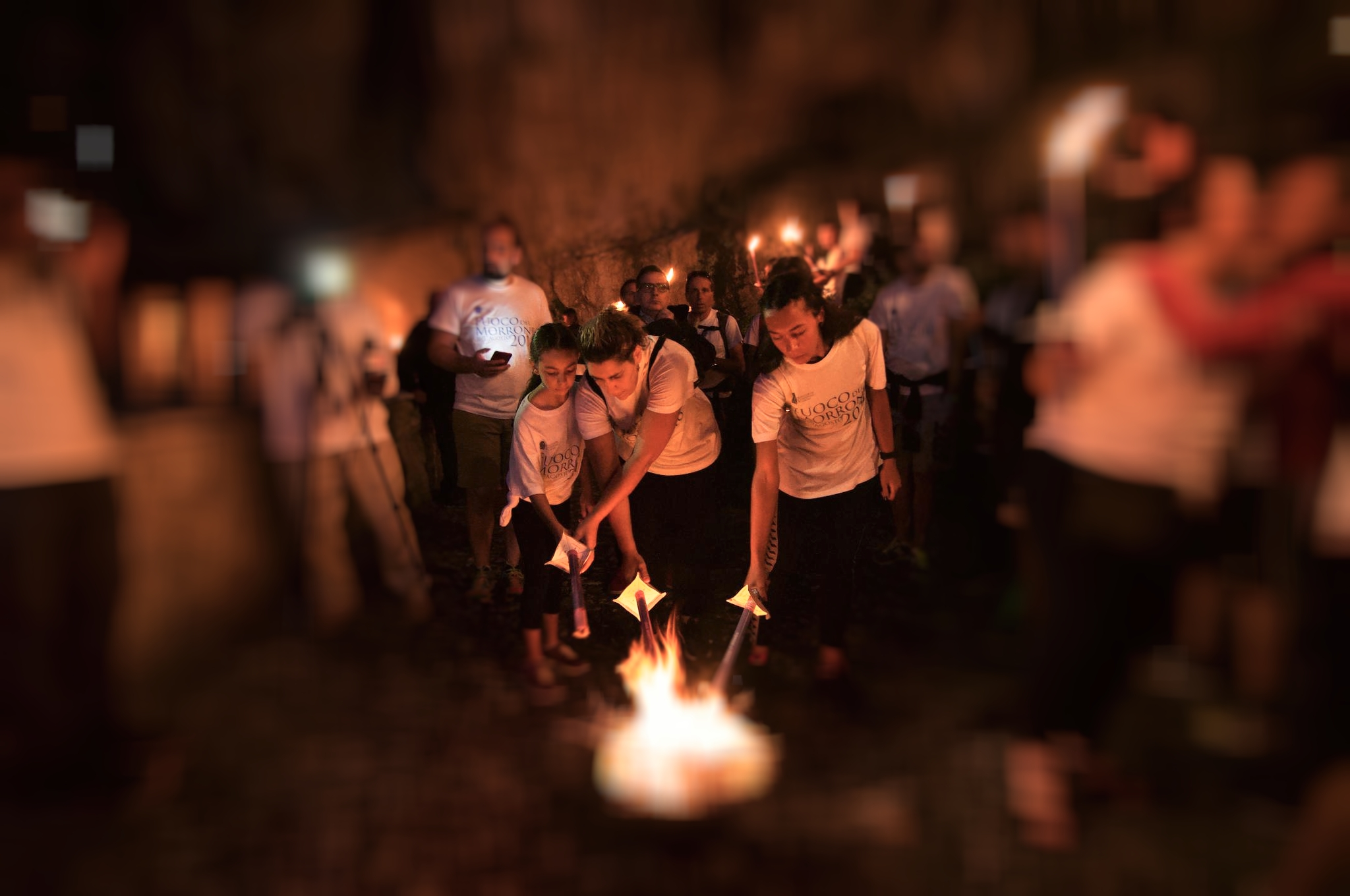
L'accensione delle fiaccole per il Fuoco del Morrone (2019)

## Galleria d'immagini

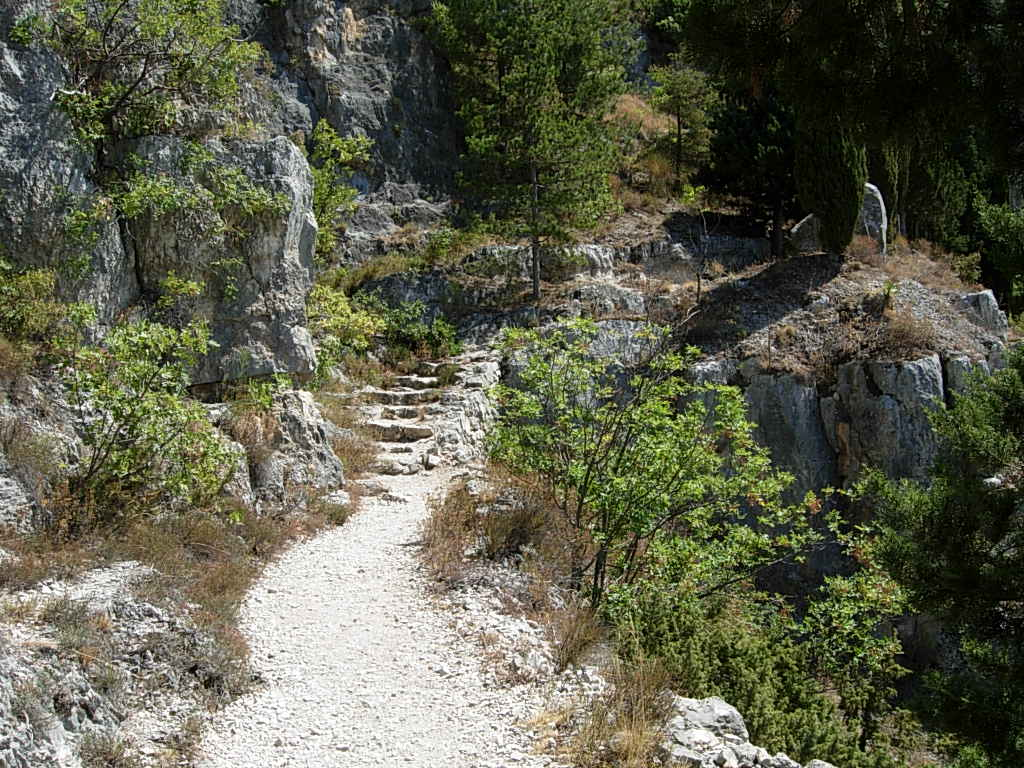
Il sentiero che conduce all'eremo
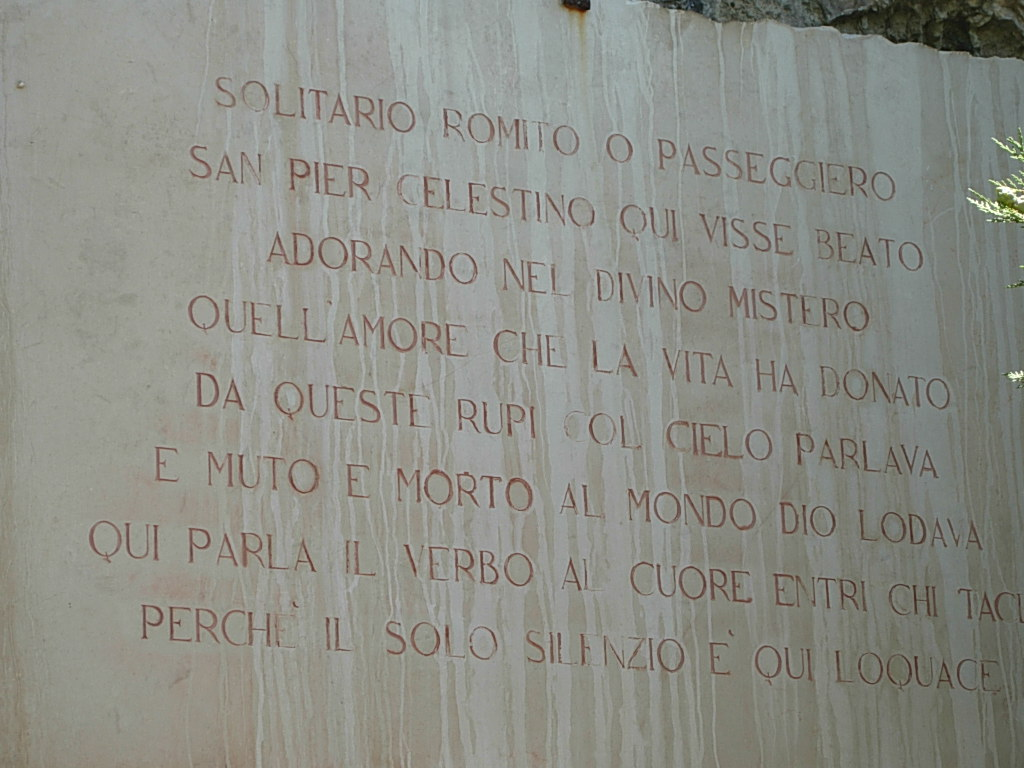
Iscrizione posta all'ingresso dell'eremo
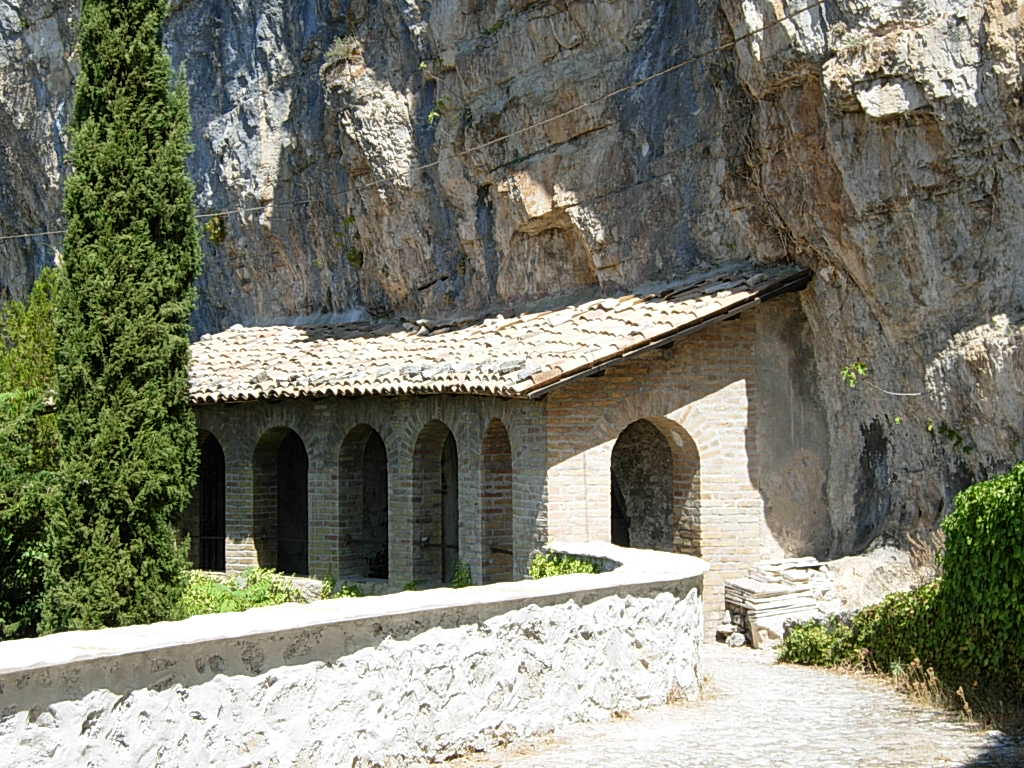
Porticato d'ingresso
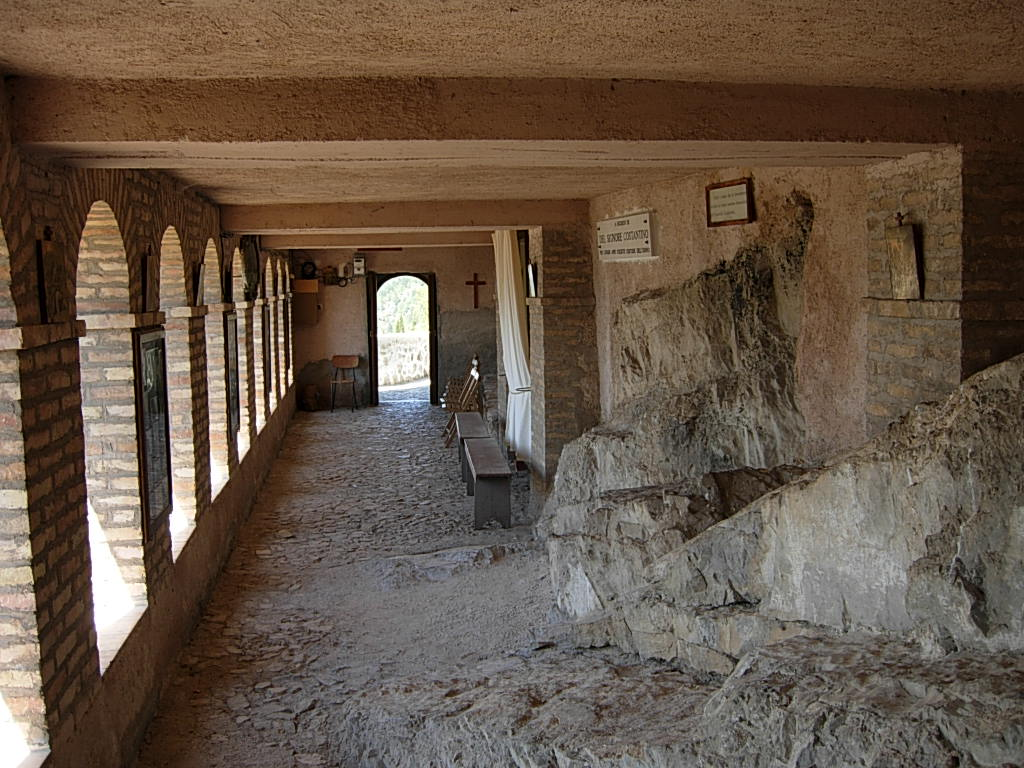
Interno del porticato sul lato destro della chiesa
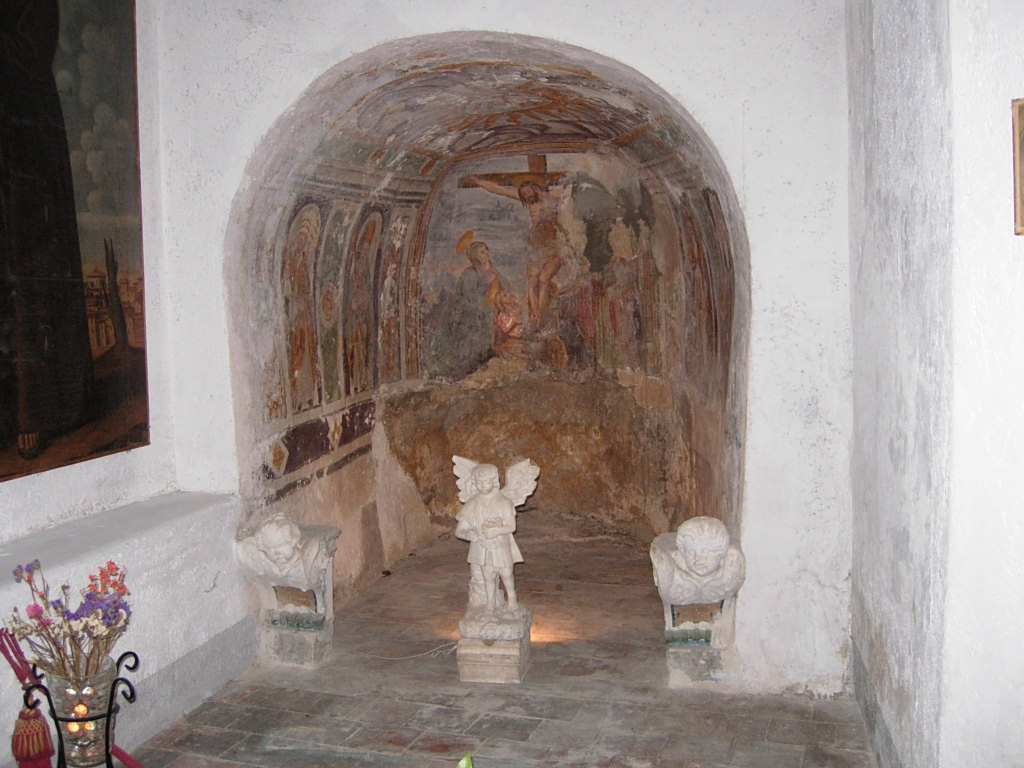
Affreschi dell'interno
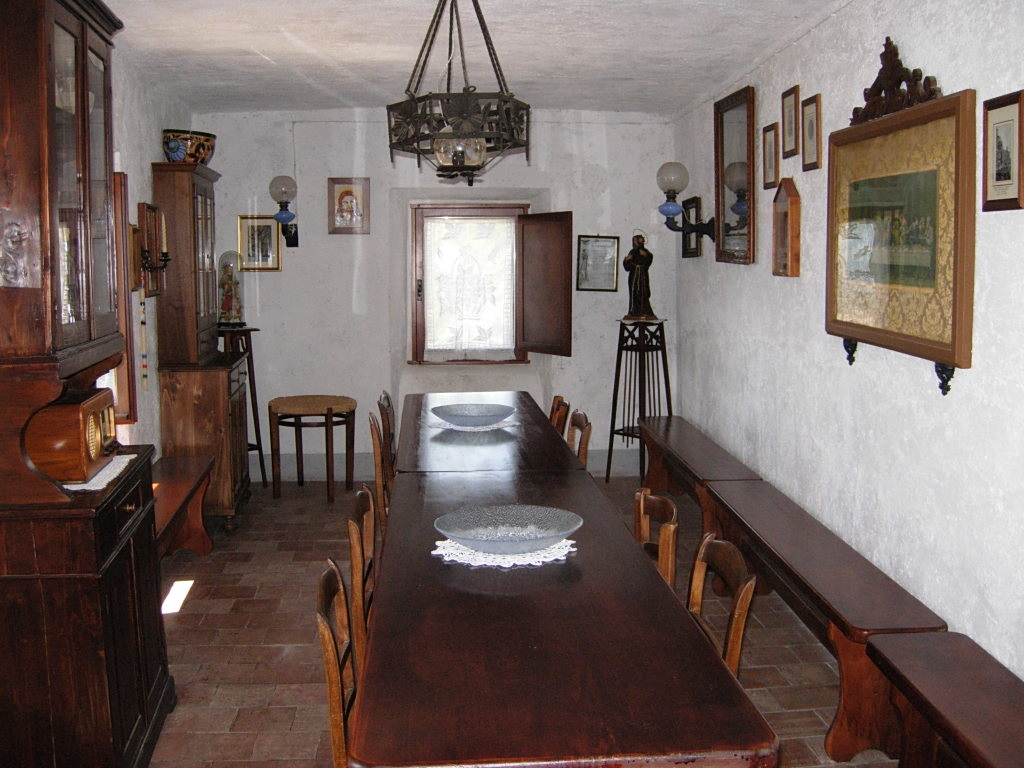
Refettorio
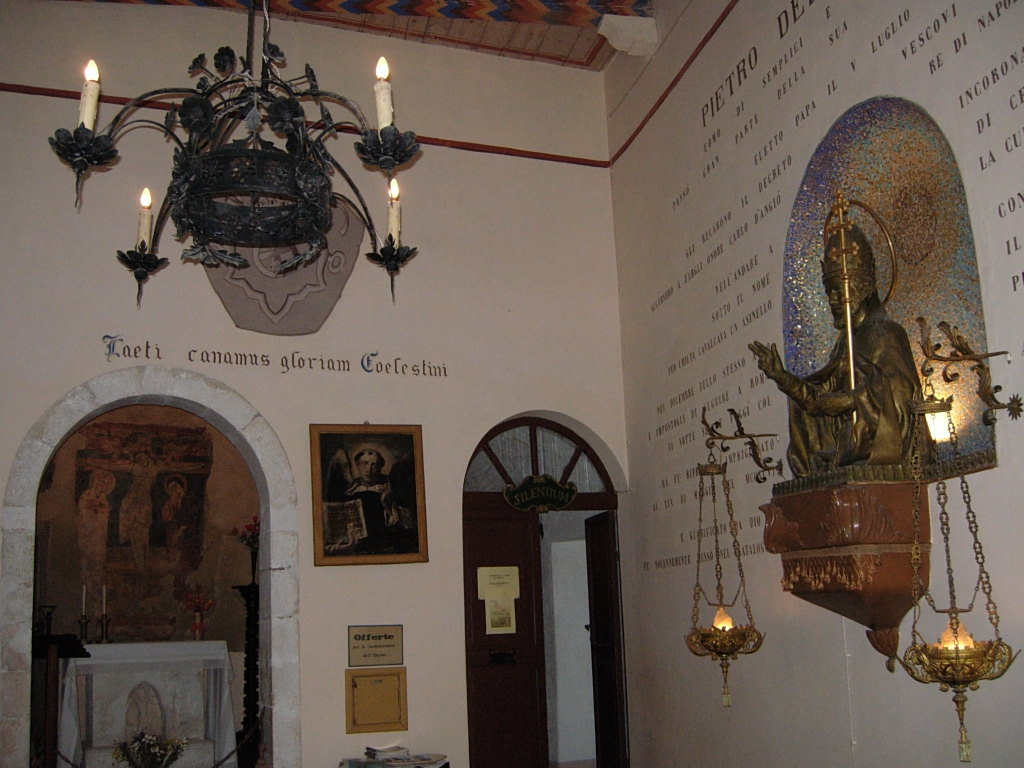
Interno della chiesa
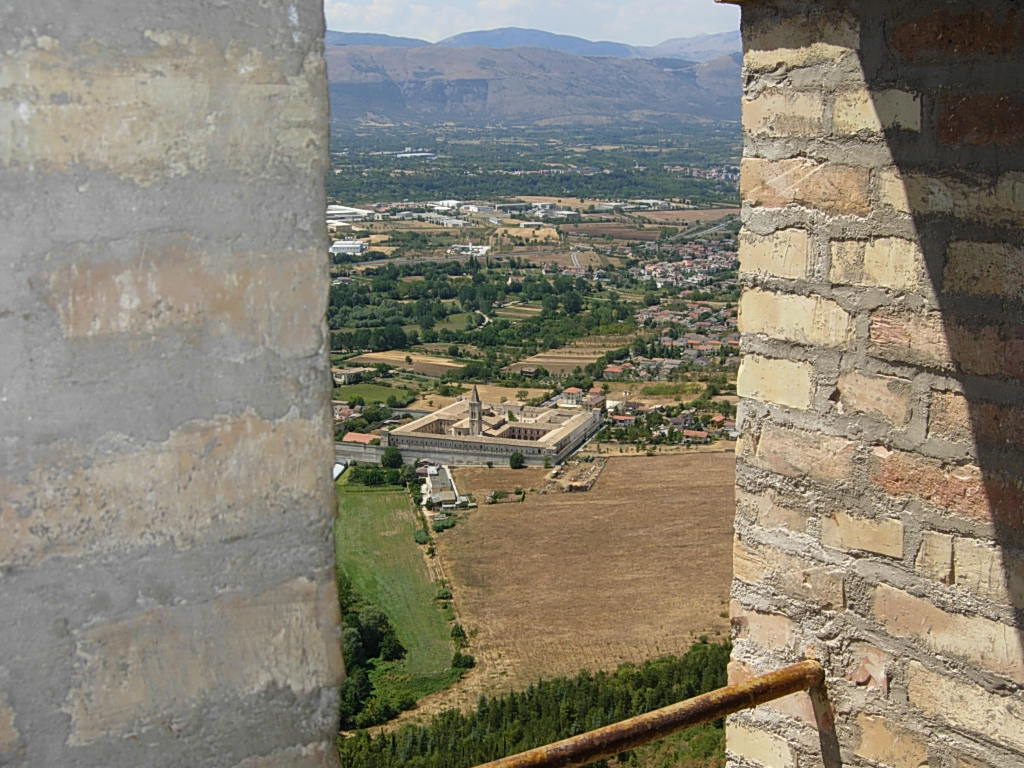
Veduta della Valle Peligna con la Badia Morronese